# JAG (드라마)

로고

《JAG》는 1995년부터 2005년까지 방송된 텔레비전 드라마이다.